# Guo Luoyao
Guo Luoyao (chinesisch 郭珞瑶; * 11. November 2001 in Peking) ist eine chinesische Rollstuhltennisspielerin.

## Karriere
Guo Luoyao begann 2017 mit dem Rollstuhltennis, spielt seit 2022 professionell und konnte im Einzel und Doppel mehrere internationale Turniere niedrigerer Kategorie gewinnen, dabei war sie besonders auf Sand erfolgreich. In der Einzel- und Doppel-Weltrangliste ist sie jeweils in die Top 20 vorgestoßen. Sie konnte sich für die Wimbledon Championships 2024 qualifizieren und spielte damit ihr erstes Grand-Slam-Turnier. Dort schied sie im Einzel bereits in der ersten Runde aus, konnte sich aber an der Seite von Wang Ziying bis ins Halbfinale spielen. Die beiden traten auch zusammen bei den Paralympischen Spielen 2024 in Paris an und konnten dabei eine Bronzemedaille gewinnen. Das war die erste Medaille für China in Rollstuhltennis, seit der Sport 1992 paralympisch wurde. Im Einzel scheiterte Guo Louyao im Viertelfinale an der Weltranglistenersten Diede de Groot.